# 殷栗線
殷栗線（ウンリュルせん）は、朝鮮民主主義人民共和国黄海北道銀波郡にある銀波駅から黄海南道殷栗郡にある鉄鉱駅までを結ぶ鉄道路線。

## 概要
日本統治時代に建設された長淵線を原型としている。沙里院ー載寧間が1920年12月21日西鮮殖産鉄道株式会社によって開業されて、その狭軌線が最初の区間である。翌年この路線は同社により信川駅まで延伸された。1923年西鮮殖産鉄道株式会社は他の私設鉄道会社と共に合併され、沙里院ー信川間は朝鮮鉄道所属線となった。1929年この路線は水橋駅まで、1937年長淵駅まで延伸されて、この年開通された区間は現在の長淵線に当たる。1944年4月1日黄海線の国有化により沙里院ー長淵間は長淵線として分離された。
朝鮮戦争の終戦以後既存の狭軌線は標準軌に改軌され、沙里院ー載寧間は廃止された。銀波ー載寧間はその代わり新設され、旧黄海本線と連結されている。その後水橋駅から殷栗郡方面の新線が健設され、既存の水橋ー長淵間はこの路線から分離された。

## 駅一覧
| 駅名                    | 駅名                    | 駅名                         | 駅間キロ (km) | 銀波 からの 累計キロ (現在線) (km) | 沙里院青年 からの 累計キロ (旧線) (km) | 接続路線                                   | 所在地   | 所在地     | 線籍上の路線名 |
| 日本語                  | 朝鮮語                  | 英語                         | 駅間キロ (km) | 銀波 からの 累計キロ (現在線) (km) | 沙里院青年 からの 累計キロ (旧線) (km) | 接続路線                                   | 所在地   | 所在地     | 線籍上の路線名 |
| ----------------------- | ----------------------- | ---------------------------- | ------------- | ---------------------------------- | -------------------------------------- | ------------------------------------------ | -------- | ---------- | -------------- |
| 沙里院青年駅 (沙里院駅) | 사리원청년역 (사리원역) | Sariwŏn Ch'ŏngnyŏn (Sariwŏn) | 0.0           |                                    | 0.0                                    | 北朝鮮鉄道省：平釜線                       | 黄海北道 | 沙里院市   | ※              |
| 松山駅                  | 송산역                  | Songsan                      |               |                                    | -                                      |                                            | 黄海北道 | 鳳山郡     | ※              |
| 銀波駅                  | 은파역                  | Ŭnp'a                        |               | 0.0                                | -                                      | 北朝鮮鉄道省：黄海青年線                   | 黄海北道 | 銀波郡     | ※              |
| 銀波駅                  | 은파역                  | Ŭnp'a                        | 殷栗線        | 0.0                                | -                                      | 北朝鮮鉄道省：黄海青年線                   | 黄海北道 | 銀波郡     |                |
| 養洞駅                  | 양동역                  | Yangdong                     |               |                                    | -                                      |                                            | 黄海北道 | 銀波郡     |                |
| 金山駅                  | 금산역                  | Kŭmsan                       |               |                                    | 16.0                                   |                                            | 黄海南道 | 載寧郡     |                |
| 載寧駅                  | 재령역                  | Chaeryŏng                    | 5.5           |                                    | 21.5                                   |                                            | 黄海南道 | 載寧郡     |                |
| 白石駅                  | 백석역                  | Paeksŏk                      | 3.5           |                                    | 25.0                                   |                                            | 黄海南道 | 信川郡     |                |
| 信川温泉駅              | 신천온천역              | Sinch'ŏn Onch'ŏn             | 7.4           |                                    | 32.4                                   |                                            | 黄海南道 | 信川郡     |                |
| 信川駅                  | 신천역                  | Sinch'ŏn                     | 2.7           |                                    | 35.1                                   |                                            | 黄海南道 | 信川郡     |                |
| 黄海龍門駅 (龍門駅)     | 황해룡문역 (용문역)     | Hwanghae Ryongmun (Yongmun)  | 6.2           |                                    | 41.3                                   |                                            | 黄海南道 | 信川郡     |                |
| 三泉駅 (三泉温泉駅)     | 삼천역 (삼천온천역)     | Samch'ŏn (Samch'ŏn Onch'ŏn)  | 10.4          |                                    | 51.7                                   |                                            | 黄海南道 | 三泉郡     |                |
| 月峰駅 (弓興駅)         | 월봉역 (궁흥역)         | Wŏlbong (Kunghŭng)           | 3.5           |                                    | 55.2                                   |                                            | 黄海南道 | 三泉郡     |                |
| 水橋駅                  | 수교역                  | Sugyo                        | 8.9           |                                    | 64.1                                   | 北朝鮮鉄道省：長淵線                       | 黄海南道 | 三泉郡     |                |
| 九灘駅                  | 구탄역                  | Kut'an                       |               |                                    | -                                      |                                            | 黄海南道 | 松禾郡     |                |
| 松禾駅                  | 송화역                  | Songhwa                      |               |                                    | -                                      |                                            | 黄海南道 | 松禾郡     |                |
| 山水駅                  | 산수역                  | Sansu                        |               |                                    | -                                      |                                            | 黄海南道 | クァイル郡 |                |
| クァイル駅              | 과일역                  | Kwail                        |               |                                    | -                                      |                                            | 黄海南道 | クァイル郡 |                |
| 新大駅                  | 신대역                  | Sindae                       |               |                                    | -                                      |                                            | 黄海南道 | クァイル郡 |                |
| 雲城駅                  | 운성역                  | Unsŏng                       |               |                                    | -                                      |                                            | 黄海南道 | 殷栗郡     |                |
| 殷栗駅                  | 은률역                  | Ŭllyul                       |               |                                    | -                                      |                                            | 黄海南道 | 殷栗郡     |                |
| 金山浦駅                | 금산포역                | Kŭmsanp'o                    |               |                                    | -                                      |                                            | 黄海南道 | 殷栗郡     |                |
| 鉄鉱駅                  | 철광역                  | Ch'ŏlgwang                   |               |                                    | -                                      | 北朝鮮鉄道省：西海閘門線・西海里線（廃線） | 黄海南道 | 殷栗郡     |                |

- ※：沙里院青年駅～銀波駅間は黄海青年線であるが、全列車が沙里院青年駅まで乗り入れる。

### 廃止区間
沙里院青年駅（沙里院青年起点0.0km） - 西沙里院駅(서사리원역)（沙里院青年起点1.5km） - 嵋谷駅(미곡역)（沙里院青年起点3.6km） - 西鐘駅(서종역)（沙里院青年起点8.2km） - 三江駅(삼강역)（沙里院青年起点11.9km、沙海線に接続） - 金山駅（沙里院青年起点16.0km）
- 駅名は廃止当時のもの。
- 西沙里院駅は黄海北道沙里院市に位置していた。
- 嵋谷駅は黄海北道鳳山郡に位置していた。
- 西鐘駅・三江駅は黄海北道銀波郡に位置していた。

### 廃駅
- 倉村駅(창촌역) - 白石駅と信川温泉駅との間に存在した。廃止当時は黄海南道信川郡に位置していた。（沙里院青年起点29.0km）
- 文化駅(문화역) - 黄海龍門駅と三泉駅との間に存在した。廃止当時は黄海南道三泉郡に位置していた。（沙里院青年起点46.2km）
- 野村駅(야촌역) - 月峰駅と水橋駅との間に存在した。廃止当時は黄海南道三泉郡に位置していた。（沙里院青年起点58.4km）

## 参考資料
- 国分隼人（2007年）. 『将軍様の鉄道 北朝鮮鉄道事情』, 新潮社. ISBN 9784103037316